# 인포카
인포카(한국어: 인포카, 영어: Infocar)는 스마트폰 애플리케이션을 통해 차량 진단 서비스를 제공하는 대한민국의 IT 기업이다. 차량 및 운행에 관계된 정보를 획득하고 분석하여, 스마트기기를 통해 제공하는 시스템 및 서비스를 개발하고 있으며, 특히 차량 상태 인지 관련 기술 분야에 집중하고 있다.

## 연혁
- 2016년 5월 인포카 창립
- 2017년 5월 기업부설연구소 인증
- 2017년 8월 미국 특허 등록
- 2018년 5월 기술평가 우수기업 인증, 연구소기업 등록
- 2018년 9월 인포카 앱 출시
- 2019년 6월 인포카 스마트 스캐너 출시
- 2019년 11월 혁신형과제 선정 · 투자연계형과제 선정
- 2020년 1월 AI 특성화 사업 선정
- 2020년 4월 글로벌 IP 스타 기업 선정
- 2020년 7월 이노비즈 기업 인증
- 2020년 11월 연구소기업 R&BD 선정
- 2020년 12월 현대자동차 차량 데이터 제휴
- 2021년 3월 SW고성장클럽 사업 선정
- 2021년 5월 ISO 9001, 41001 인증
- 2022년 5월 시장 확대형 과제 선정
- 2022년 7월 신한카드(신한 MyCar) 차량 데이터 공동마케팅 MOU 체결
- 2022년 10월 인포카 앱 500만 다운로드
- 2022년 12월 중소벤처기업부 R&D 지원사업 우수성과 수상
- 2023년 1월 과학기술정보통신부 연구개발특구 기술사업화 대상 수상
- 2023년 3월 한국자동차부품협회 차량 부품 및 데이터 활성화 MOU 체결
- 2023년 9월 SK네트윅스(스피드메이트) 제휴
- 2023년 10월 중소벤처기업부 기술혁신상 수상
- 2023년 11월 혁신AD-Venture 대상 수상
- 2023년 12월 인포카 앱 800만 다운로드
- 2023년 12월 인포카 비즈 서비스 출시[2]
- 2024년 2월 충남대학교 기술이전 협약
- 2024년 6월 조달청 '벤처창업혁신조달상품' 선정
- 2024년 12월 인포카 앱 1000만 다운로드
- 2025년 4월 글로벌 강소기업 1,000 + 기업 선정
- 2025년 5월 혁신 프리미어 1000 기업 선정
- 2025년 6월 인포카 비즈 GS인증 1등급 획득

## 차량 진단 방식
OBD2 스캐너인 '인포카 스마트 스캐너'가 차량의 ECU와 통신하여 '인포카 앱'으로 차량의 정보를 제공한다.